# Euriphene auge
Euriphene auge är en fjärilsart som beskrevs av Fabricius 1793. Euriphene auge ingår i släktet Euriphene och familjen praktfjärilar. Inga underarter finns listade i Catalogue of Life.